# 서부간선수로

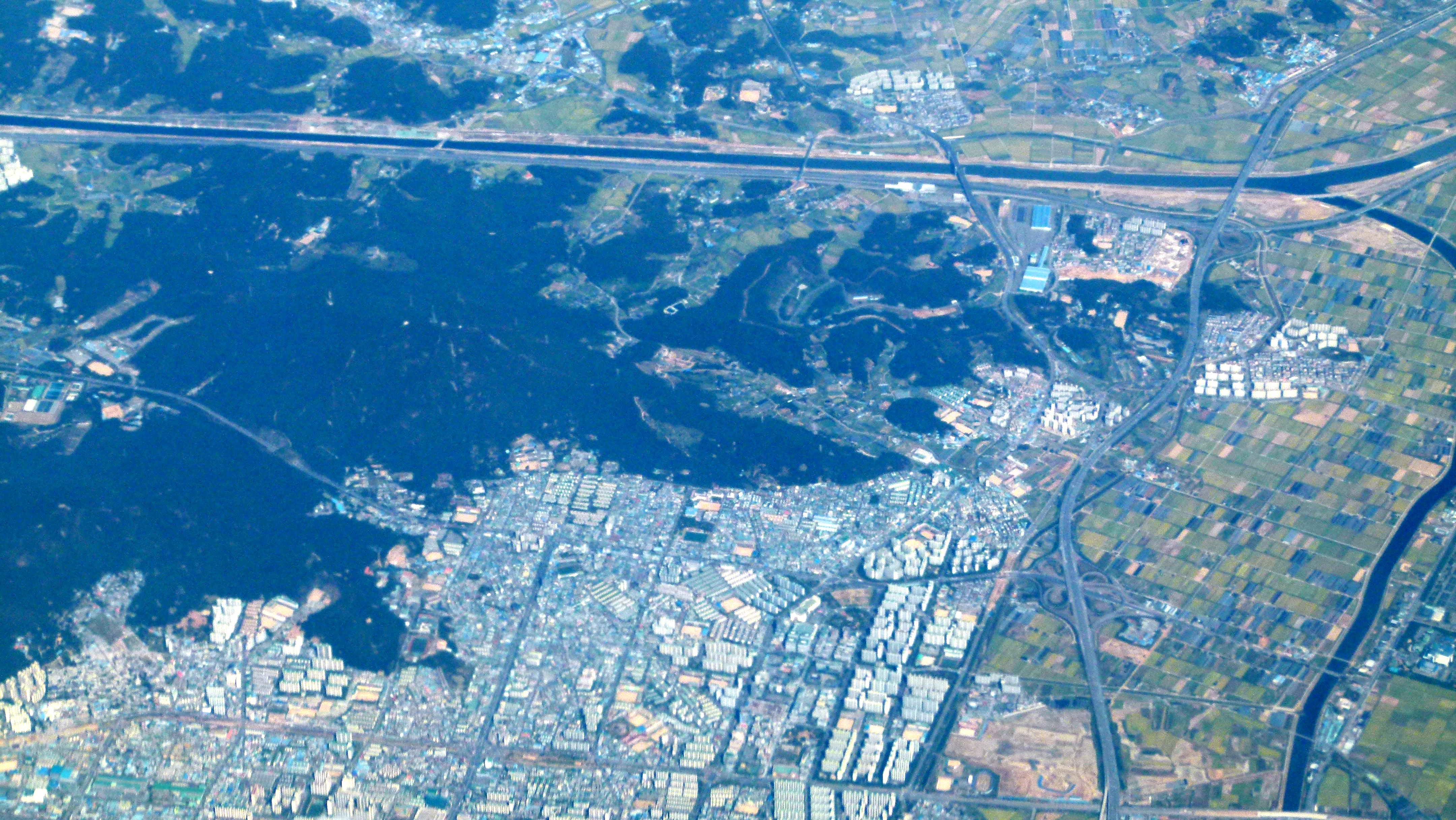
계양산의 동쪽과 굴포천의 서쪽을 통과하는 서부간선수로. 가로로 된 수로는 경인 아라뱃길, ʔ자로 된 하천은 굴포천이다.

서부간선수로(西部幹線水路)는 경기도 김포시 고촌읍 신곡리의 신곡양배수장에서 한강물을 끌어올려 김포, 부평 일대에 농업용수를 공급하는 인공 수로이다. 상습 침수 지역이던 현재의 경기도 부천시와 인천광역시 계양구, 부평구 일대의 평야에 산미증식계획의 일환으로 1923년 4월부터 1925년 3월까지 관개 시설을 설치하면서 생겨났다. 설계 당시, 용수 공급을 편리하게 하기 위하여 남쪽 방향으로 0.1퍼밀 기울어지도록 하였다.
원래는 인천광역시 부평구 갈산동 부평구청 앞까지 이어져서 굴포천으로 합류하였다. 그러나 부평구 삼산동 일대에 택지지구를 조성하면서 삼산삼거리~서부1교 구간이 매립되었고, 대신 서부1교~부평역사박물관 구간을 신설하여 청천천으로 삼았으며, 어느 하천에도 속하지 않고 남게 된 서부간선수로의 잔여 구간은 갈산천으로 명명하여 분리하였다. 2014년 4월 5일, 인천계수중학교 앞 약 1.0 km 구간에 인천노사모의 모금으로 ‘노무현 대통령 벚꽃길’이 조성되었다.
경기도 김포시 고촌읍 신곡리-태리 경계 부근에서 김포대수로와 연결된다. 인천광역시 계양구 선주지동-귤현동 사이에서 경인 아라뱃길을 통과한다. 계양구 용종동-작전동-서운동 경계에서 계산천이 통과한다. 부평구 삼산동 부일중학교 부근에서 목수천이 통과한다. 경기도 구간은 대보천이라고도 불린다.

## 같이 보기
- 굴포천
- 경인 아라뱃길
- 동부간선수로

## 참고 문헌
- 李榮薰 (1992). 《近代朝鮮水利組合硏究》. 서울: 一潮閣. ISBN 8933702237.